# Serie GeForce 7
La serie GeForce 7 es la séptima generación de unidades de procesamiento de gráficos GeForce de Nvidia. Esta fue la última serie disponible en tarjetas AGP.
Una tarjeta basada en GeForce 7 ligeramente modificada (más específicamente basada en la 7800GTX) está presente como RSX Reality Synthesizer, que está presente en PlayStation 3.

## Características
Las siguientes funciones son comunes a todos los modelos de la serie GeForce 7, excepto a la GeForce 7100, que carece de GCAA (Anti-Aliasing con corrección de gamma):
- Intellisample 4.0
- Scalable Link Interface (SLI)
- TurboCache
- Nvidia PureVideo

La GeForce 7 es compatible con la aceleración de hardware para H.264, pero Adobe Flash Player no usó esta función en Windows hasta la serie GeForce 8.

## Serie GeForce 7100
La serie 7100 se presentó el 30 de agosto de 2006 y se basa en la arquitectura de la serie GeForce 6200. Esta serie solo admite la interfaz PCI Express. Solo está disponible un modelo, el 7100 GS.
Características
La serie 7100 es compatible con todas las funciones estándar comunes a la serie GeForce 7 siempre que utilice el controlador ForceWare 91.47 o versiones posteriores, aunque carece de compatibilidad con OpenCL / CUDA y su implementación de IntelliSample 4.0 carece de GCAA.
La serie 7100 no es compatible con tecnologías como la renderización de alto rango dinámico (HDR) y UltraShadow II.

### GeForce 7100GS
Aunque originalmente se pretendía que la 7300 LE fuera la GPU de "menor presupuesto" de la línea GeForce 7, la 7100 GS tomó su lugar. Como es poco más que una versión renovada de la GeForce 6200TC, está diseñada como una solución PCI-e básica para que la usen los OEM si el conjunto de chips no tiene capacidades de video integradas. Viene en un bus de gráficos PCI Express y hasta 512 MB DDR2 VRAM.
Especificaciones de rendimiento:
- Bus de gráficos: PCI Express
- Interfaz de memoria: 64 bits
- Ancho de banda de memoria: 5,3 GB/s
- Tasa de relleno: 1.400 millones de píxeles/s
- Vértice/s: 263 millones
- Tipo de memoria: DDR2 con TC

## Serie GeForce 7200
La serie 7200 se presentó el 8 de octubre de 2006 y se basa en la arquitectura (G72). Está diseñado para ofrecer una actualización de bajo costo de las soluciones gráficas integradas. Esta serie solo admite la interfaz PCI Express. Solo está disponible un modelo, el 7200 GS.
Características
Además de las funciones estándar de la serie GeForce 7, la serie 7200 admite las siguientes funciones:
- High dynamic range rendering
- UltraShadow II
- CineFX 4.0 Engine

Sin embargo, es importante tener en cuenta que la serie 7200 no es compatible con Scalable Link Interface (SLI).

### GeForce 7200GS
La 7200 GS tiene la misma velocidad de memoria que la 7300 GS y la frecuencia central es la misma que la 7300 LE. Tiene dos canalizaciones de píxeles. Nvidia afirmó que el rendimiento de la 7200 GS es un 50 % superior al de los últimos gráficos integrados, es la tarjeta más lenta de las series GeForce 7 y GeForce 6, pero es compatible con HDR y Nvidia PureVideo. La unidad de procesamiento de gráficos de escritorio NVIDIA GeForce 7200 GS se lanzó en enero de 2006. La GPU utiliza la arquitectura CineFX Shading de segunda generación y está fabricada en un proceso tecnológico de 90 nm. La frecuencia gráfica de la tarjeta es 450 MHz. También tiene 2 sombreadores de píxeles, 4 unidades de textura, junto con 2 ROP. La GeForce 7200 GS incorpora 256 MB de memoria DDR2, utilizando un bus de 64 bits. La memoria tiene un reloj de 400 MHz, lo que da como resultado un ancho de banda de memoria de 6,4 GB/s. La GPU es compatible con la interfaz PCI Express 1.0 y necesita una sola ranura para placa base.

## Serie GeForce 7300
Nvidia diseñó la serie 7300 para ser tarjetas de video para juegos de nivel de entrada. Había cuatro modelos disponibles: el 7300 GT, el 7300 GS, el 7300 LE y el 7300 SE.
Esta serie fue lanzada para reemplazar a la antigua serie Geforce 6200.
Características
Además de las funciones estándar de la serie GeForce 7, la serie 7300 admite las siguientes funciones avanzadas:
- High dynamic range rendering
- UltraShadow II
- CineFX 4.0 Engine

### GeForce 7300 SE
El 7300 SE usa la misma frecuencia de núcleo y velocidad de memoria que el 7300 LE, y tiene dos sombreadores de vértices y píxeles. En muchos sentidos, esta tarjeta es inferior a la 7100 GS, aunque aún conserva la compatibilidad con HDR.

### GeForce 7300 LE
El 7300 LE (LE significa light edition - edición ligera) es una versión reducida del 7300 GS. Tiene memoria DDR2 y una velocidad de reloj central ligeramente inferior (450 MHz frente a 550 MHz). Solo está disponible en la interfaz PCI Express. ASUS ha producido una tarjeta de la serie 7300 basada en el núcleo 7300 LE, ejecutándola a 580 MHz en lugar de 450 MHz.

### GeForce 7300GS

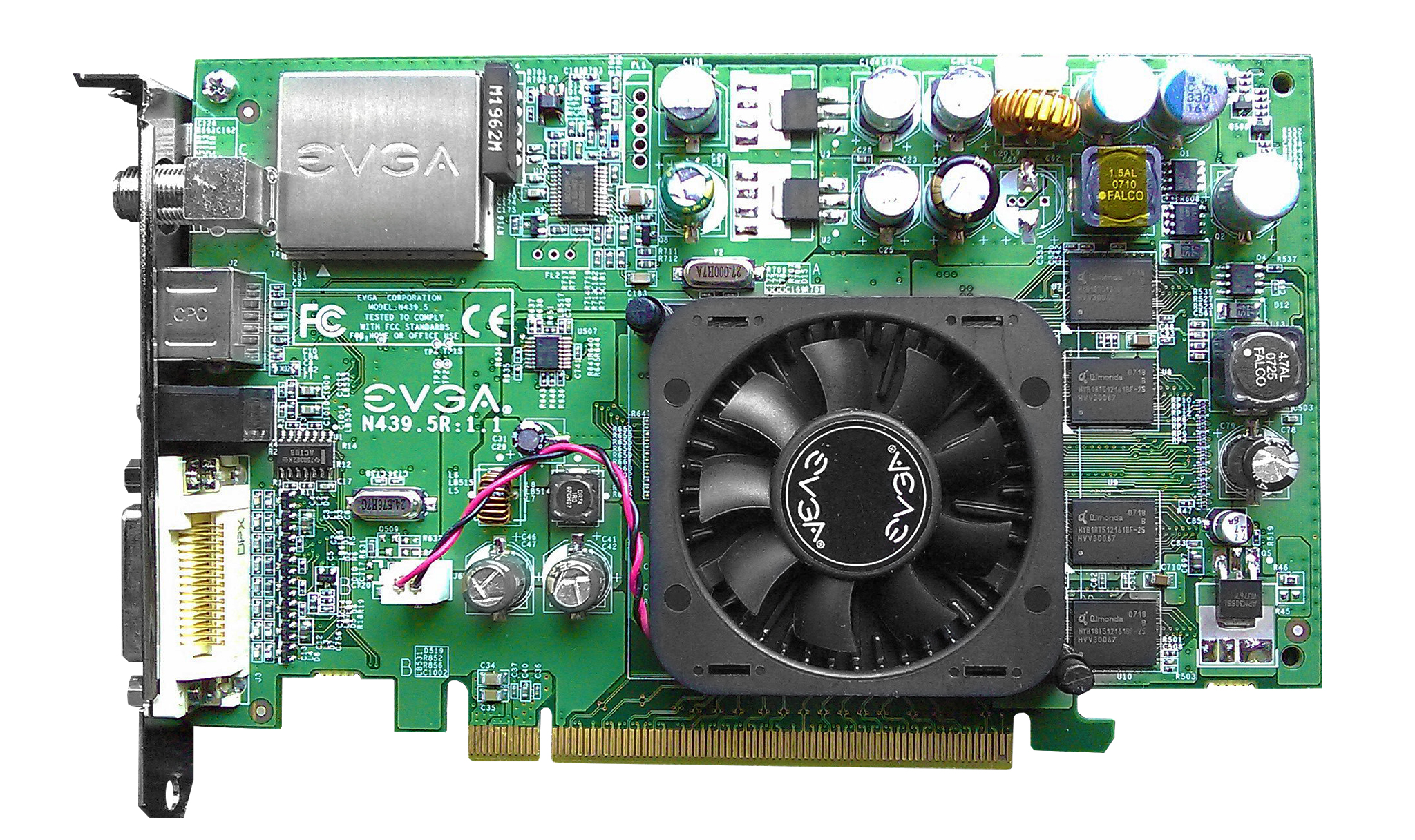
EVGA GeForce 7300 GS Personal Cinema

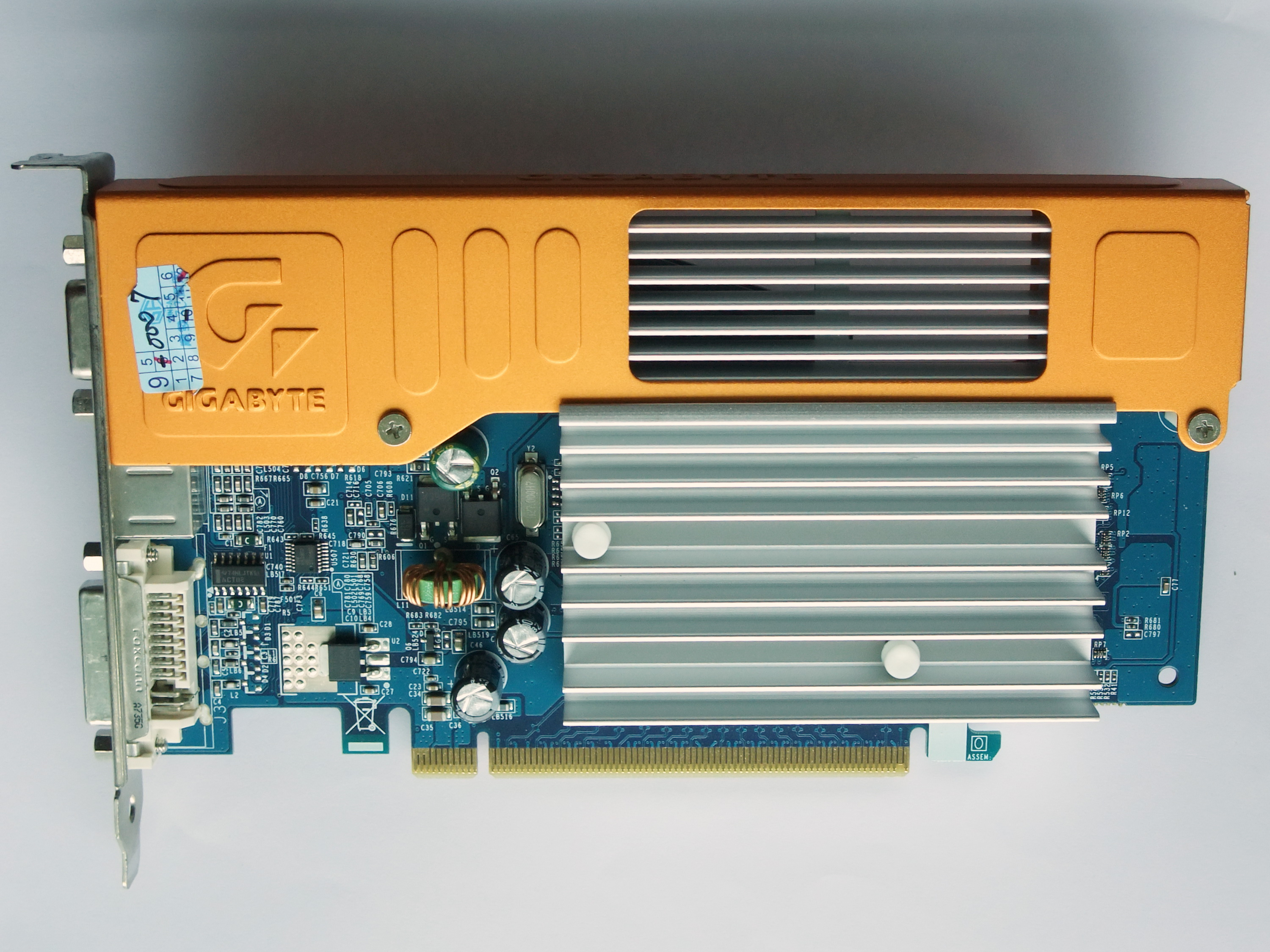
Gigabyte GeForce 7300GS

El 7300 GS tiene la velocidad de reloj central más alta de la serie 7300, por lo que tiene un mejor rendimiento que el 7300 SE/LE.

### GeForce 7300GT
El 7300 GT tiene una interfaz de memoria de 128 bits y el ancho de banda de memoria más alto, pero una representación de vértice 3D ligeramente más baja.

## Serie GeForce 7500
La serie 7500 solo estaba disponible para OEM.

### GeForce 7500 LE (OEM)
La GeForce 7500 LE es una GPU OEM y es idéntica a la 7300 GS basada en el núcleo G72. Tiene 128 MB o 256 MB de memoria de video dedicada, sin embargo, también es compatible con TurboCache, lo que le da hasta 512 MB de memoria de video. Tiene memoria de tipo DDR2 y utiliza una interfaz de memoria de 64 bits. La tarjeta también tiene una velocidad de reloj central de 550 MHz y una velocidad de reloj de memoria de 263 MHz o 324 MHz (526 MHz o 648 MHz efectivos)

## Serie GeForce 7600
Nvidia anunció la disponibilidad inmediata de la serie GeForce 7600 el 9 de marzo de 2006. Se pusieron a disposición dos modelos, que fueron la GeForce 7600 GT y la 7600 GS. Esta serie estaba disponible con interfaces AGP y PCI-Express, cubriendo una amplia gama de segmentos de mercado.
Esta serie se lanzó para reemplazar la serie GeForce 6600 anterior.
Características
Además de las funciones estándar de la serie GeForce 7, la serie 7600 admite las siguientes funciones avanzadas:
- High dynamic range rendering
- UltraShadow II
- CineFX 4.0 Engine
- Extreme HD

### GeForce 7600GS

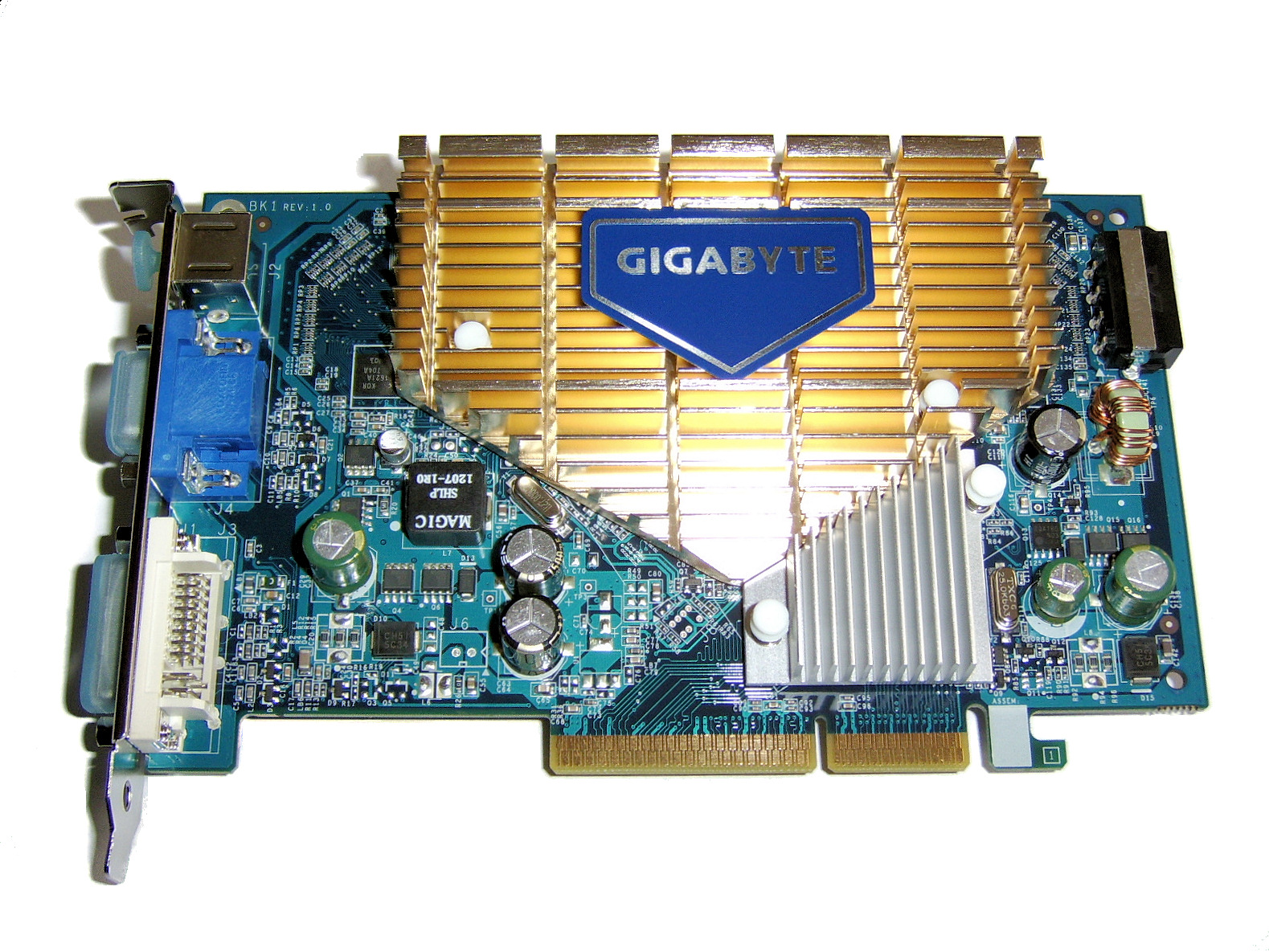
GeForce 7600GS

El 22 de marzo de 2006, Nvidia anunció la disponibilidad inmediata de la GPU GeForce 7600 GS dirigida a la gama media-baja. Esta nueva GPU asumió el lugar de la GeForce 6600 GT, que existía desde hacía algún tiempo.
La versión AGP se introdujo el 21 de julio de 2006. Según Nvidia, esta tarjeta es idéntica a la versión PCI-e aparte de la interfaz. Además, la versión AGP utiliza el chip puente AGP-PCIe de Nvidia.
Las pruebas preliminares mostraron que la GeForce 7600 GS supera a la GeForce 6600 GT ya la contraparte de ATI, la ATI Radeon X1600 Pro.

### GeForce 7600GT
El 7600 GT es el producto de gama media-alta de la familia Serie 7.
La 7600 GT contiene todas las funciones de la familia GeForce 7. Se hizo para proporcionar una tarjeta de la serie GeForce 7 al mercado masivo; algunas empresas lanzaron versiones AGP. Incorpora memoria DDR3.

## Serie GeForce 7650
Al igual que la serie 7500, la 7650 GS solo estaba disponible para los OEM.

### GeForce 7650GS (OEM)
La GeForce 7650GS estaba limitada solo a unas pocas tarjetas OEM. No se sabe mucho acerca de esta tarjeta, aparte de que utiliza el proceso de 80 nm y usa memoria DDR2, con ejemplos que tienen 256 MB de RAM DDR2.

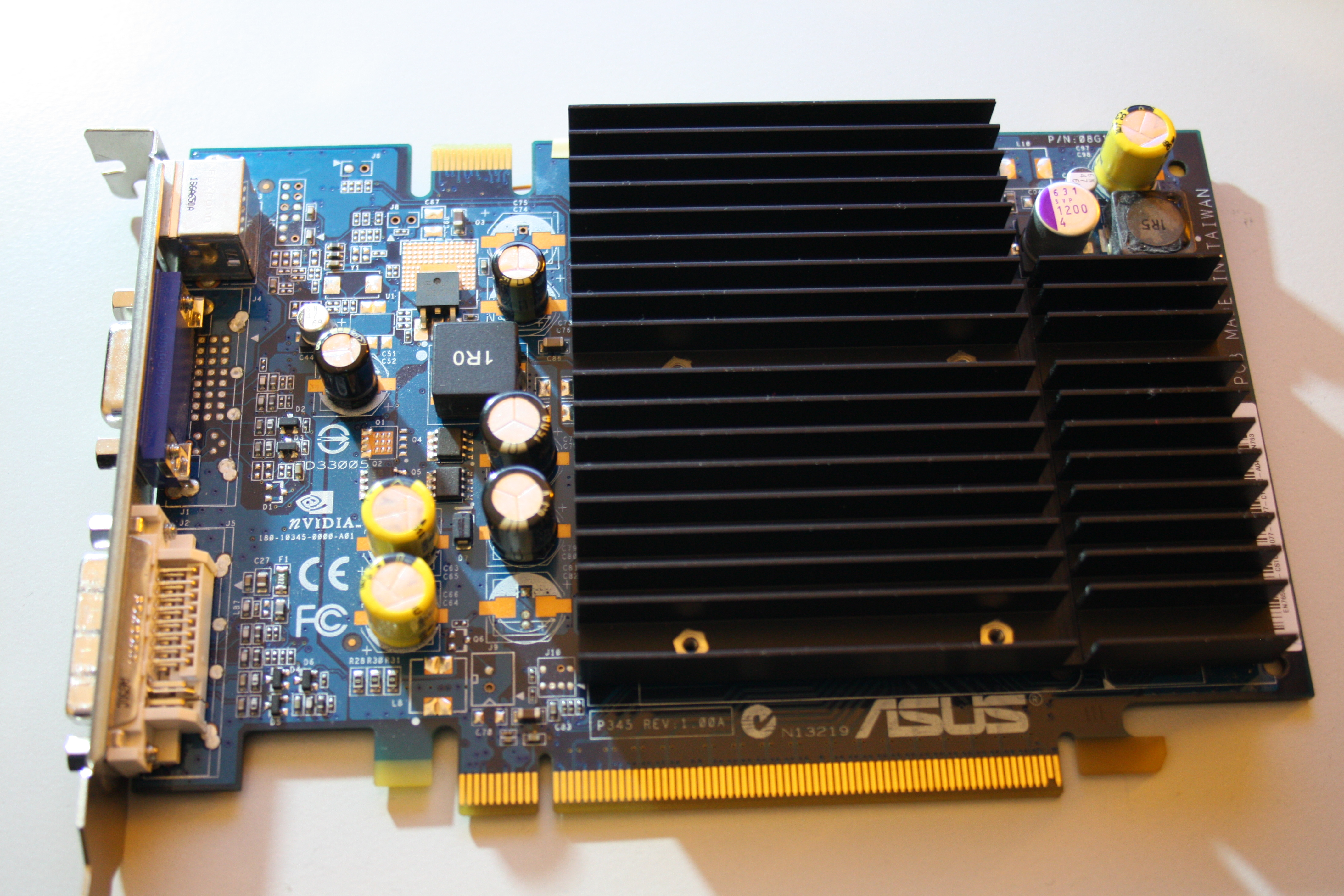
Asus geforce 7650gs

## Serie GeForce 7800
La serie 7800 fue diseñada para ofrecer un rendimiento excepcional y estaba dirigida al segmento de mercado de gama alta. Esta serie se suspendió y se reemplazó con la serie 7900 a principios de 2006.
Había un total de 4 modelos disponibles: GeForce 7800 GTX 512, GeForce 7800 GTX, GeForce 7800 GT y GeForce 7800 GS.
Características
Además de las funciones estándar de la serie GeForce 7, la serie 7800 admite las siguientes funciones avanzadas:
- High dynamic range rendering
- UltraShadow II
- CineFX 4.0 Engine

### GeForce 7800GT

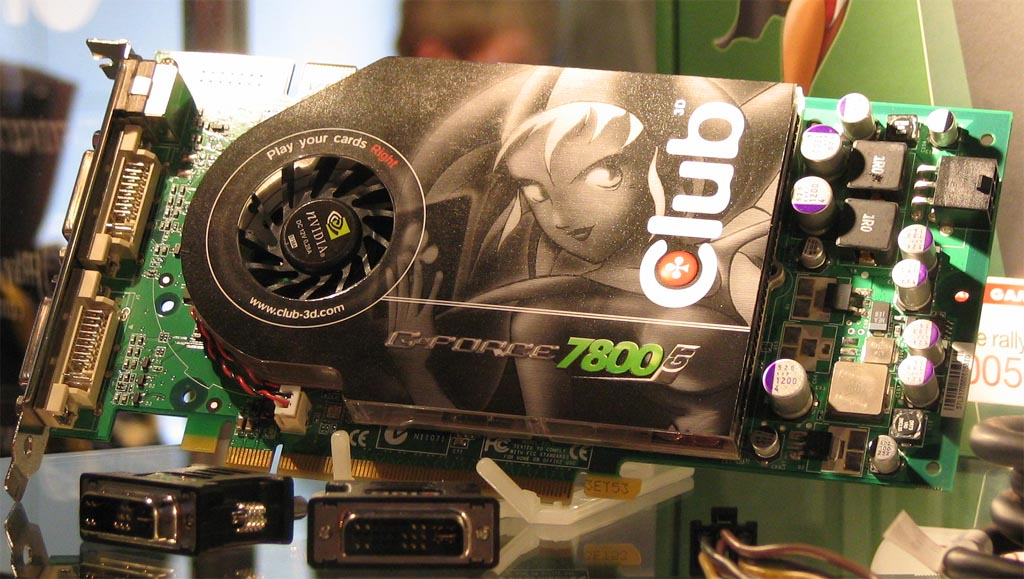
Geforce 7800GT

La GeForce 7800 GT es la segunda GPU de la serie, lanzada el 11 de agosto de 2005 con disponibilidad comercial inmediata. Tiene pipelines de 20 pixeles, 7 vertex shaders, 16 ROPs y un reloj de núcleo de 400 MHz, reloj de memoria de 500 MHz (1 GHz efectivo) usando memoria GDDR3.
La GeForce 7800 GT se presentó como una alternativa más asequible a la 7800 GTX. En ese momento, se la consideraba la campeona de rendimiento/costo de las tarjetas de video.

### GeForce 7800GS AGP
El 2 de febrero de 2006, Nvidia anunció la 7800 GS como la primera tarjeta de video AGP en la línea de la serie GeForce 7, una versión AGP de la serie GeForce 7 de gama alta.

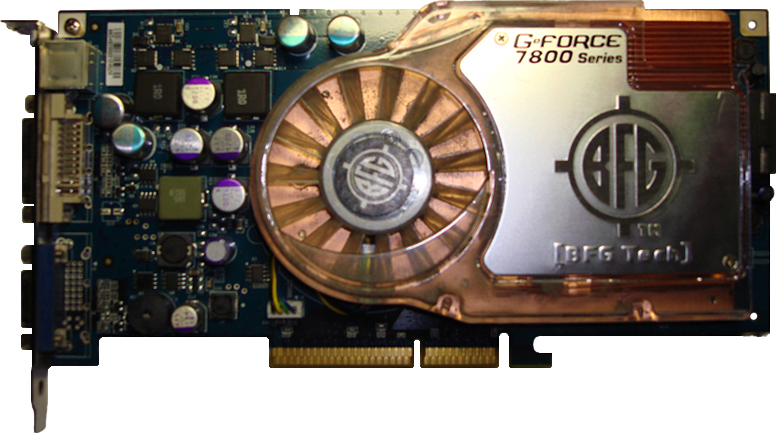
A BFG TECH 7800 GS AGP

Esta tarjeta fue promocionada por varios entusiastas del hardware como "la última tarjeta AGP de gama alta que existe". Tiene 16 unidades de sombreado de píxeles en lugar de las 20 que tiene el 7800 GT, pero aún se beneficia de las optimizaciones que disfrutan las otras GPU de la serie 7. Las velocidades del reloj son 375 MHz para la GPU y 1200 MHz para la memoria (GDDR3). Según todas las pruebas comparativas, el rendimiento de esta tarjeta es más rápido que el de la GeForce 6800 GT y la GeForce 6800 Ultra. Diferentes proveedores pueden desviarse de la especificación establecida. Sirve para proporcionar una excelente ruta de actualización para aquellos con sistemas AGP de gama alta que no quieren cambiar a un nuevo sistema PCI-Express de gama alta. Hubo un lanzamiento especial de "Golden Sample" de Gainward que se llamó "7800 GS+" u oficialmente "Bliss 7800 GS 512 MB GS+" que tenía velocidades de reloj predeterminadas de 450 MHz de núcleo y 1250 MHz de memoria. A diferencia de una 7800 GS estándar, la 7800 GS+ en realidad usaba una GPU 7900 GT que tenía los sombreadores completos de 24 píxeles en lugar de los sombreadores normales de 16 píxeles que normalmente se encuentran en una tarjeta de video 7800 GS.
Gainward había lanzado previamente una tarjeta "Bliss 7800 GS 512MB GS" que estaba basada en una 7800 GT pero utilizaba el bus AGP. Su apariencia externa y nombre lo hacen casi indistinguible del Bliss 7800 GS 512MB GS+ basado en 7900 GT. Leadtek produjo una tarjeta similar con 256 MB de memoria.
A fines de 2006, Gainward lanzó una tercera tarjeta '7800 GS' con 20 sombreadores de píxeles que funcionan con un núcleo de 500 MHz y una memoria de 1400 MHz llamada "BLISS GS-GLH". Esta tarjeta también se basa en el núcleo 7900 GS.

### GeForce 7800 GTX

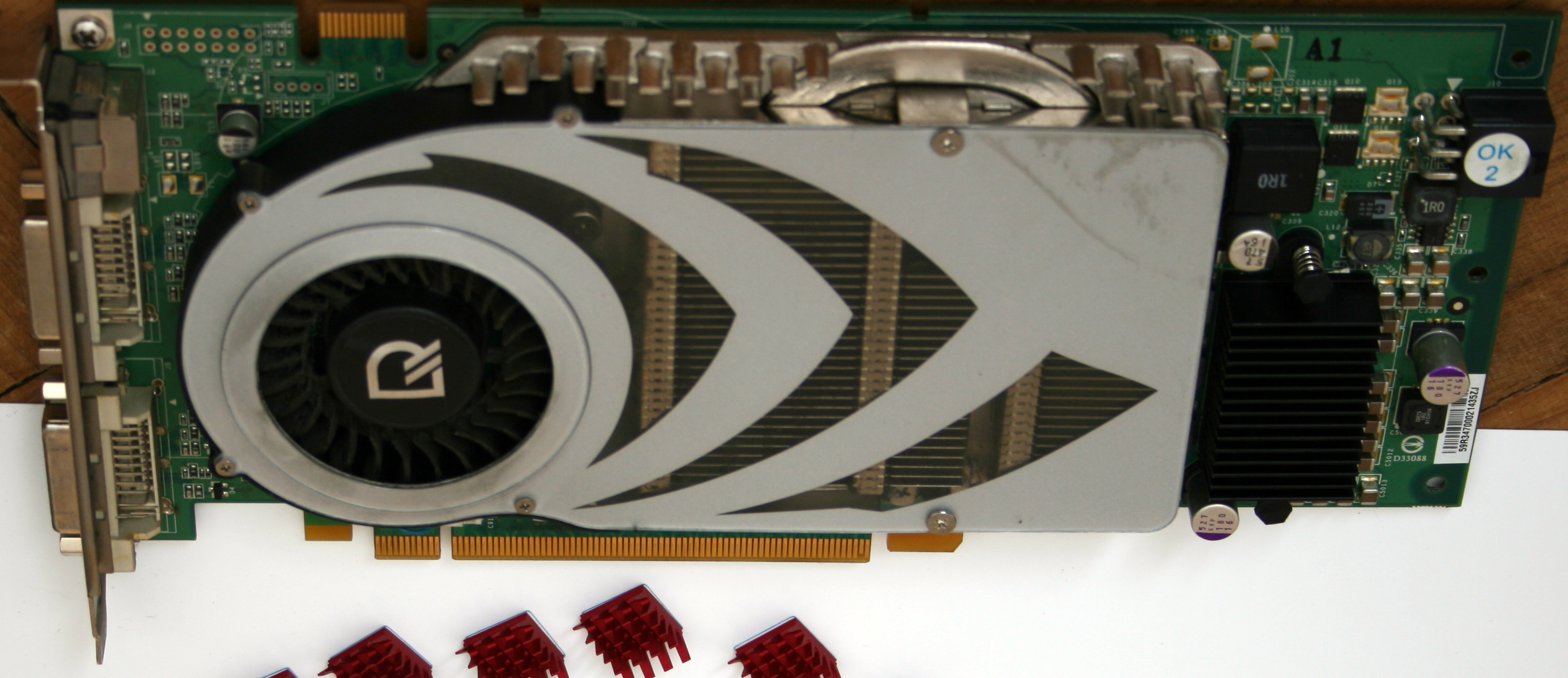
GeForce 7800 GTX

La GeForce 7800 GTX (nombre en código G70 y anteriormente NV47) fue la primera GPU de la serie, lanzada el 22 de junio de 2005 con disponibilidad minorista inmediata. La GeForce 7800 GTX era compatible con los sombreadores de píxeles y vértices de DirectX 9 con las especificaciones más altas en ese momento: la versión 3.0. Era de forma nativa un chip PCI Express. El soporte SLI se ha mantenido y mejorado con respecto a la generación anterior.
Según PC World, la 7800 GTX fue "uno de los procesadores más complejos jamás diseñados".  La GPU tenía 302 millones de transistores (la CPU Athlon 64 X2 4800+ tiene 233,2 millones de transistores), junto con 24 píxeles y 8 sombreadores de vértices. Fue reemplazada por la 7900 GTX el 9 de marzo de 2006.
El Reality Synthesizer de PlayStation 3 se basa en el modelo de 256 MB de la 7800 GTX, pero con ligeras modificaciones.

### GeForce 7800 GTX 512
La versión de 512 MB de la GeForce 7800 GTX fue lanzada el 14 de noviembre de 2005. La tarjeta presenta más que simplemente un búfer de cuadros aumentado de 256 MB a 512 MB. La tarjeta cuenta con una velocidad de reloj central muy mejorada de 550 MHz frente a 430 MHz (aumento del 27,9 %) y memoria GDDR3 rápida de 1,1 ns a 1,7 GHz frente a 1,2 GHz (aumento del 41,7 %), en comparación con la versión original. Al igual que la X1800 XT de ATI, la adición de otros 256 MB de memoria y, en menor medida, el aumento de la velocidad del reloj, han elevado significativamente la producción de calor y energía. Para combatir esto, la GeForce 7800 GTX 512 tiene una solución de enfriamiento de doble ranura mucho más grande pero más silenciosa en comparación con la versión original de 256 MB.

## Serie GeForce 7900
Nvidia anunció oficialmente la disponibilidad de la serie GeForce 7900 el 9 de marzo de 2006.
Reemplazo de la serie 7800, la serie 7900 de Nvidia fue una actualización del producto y no una nueva generación de GPU de Nvidia, que funciona a 650 MHz. Oficialmente, esta serie estaba destinada a admitir solo la interfaz PCI Express, pero algunas empresas lanzaron versiones AGP.
Se han desarrollado y están disponibles un total de 5 modelos: 7900 GX2, 7900 GTX, 7900 GT, 7900 GTO y 7900 GS.
Características
Además de las funciones estándar de la serie GeForce 7, la serie 7900 admite las siguientes funciones avanzadas:
- High dynamic range rendering
- UltraShadow II
- CineFX 4.0 Engine
- Extreme HD

### GeForce 7900GS

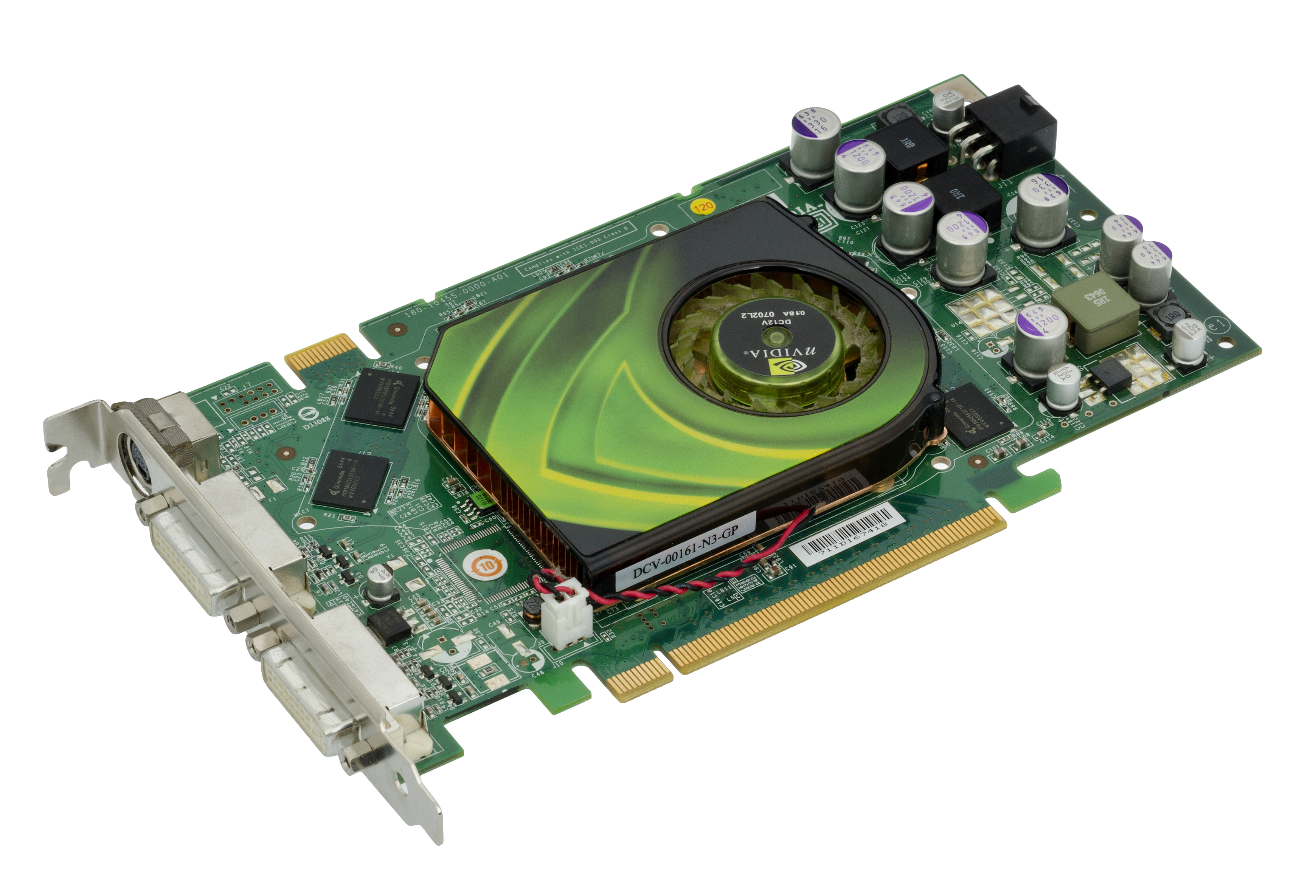
GeForce 7900GS

Presentada durante el otoño de 2006, con un MSRP de US$199, la 7900 GS llenó el vacío entre la GeForce 7600 GT de gama media y la GeForce 7900 GT de gama alta. ¡La tarjeta fue lanzada extraoficialmente el 23 de agosto por woot! como un OEM de caja blanca. Sin embargo, la compañía del producto, MSI, afirmó que estas tarjetas fueron robadas de MSI durante el transporte y vendidas a woot!. El aviso al cliente de MSI al que se hace referencia se ha cambiado para eliminar las referencias explícitas a ¡woot!. En marzo de 2007, Nvidia había interrumpido la producción de varios productos de las series GeForce 6 y 7, incluida la 7900 GS.
La GeForce 7900 GS tiene procesadores de 20 píxeles, procesadores de 7 vértices, bus de memoria de 256 bits y viene con un reloj de aproximadamente 450 MHz/1320 MHz para núcleo/memoria, que debería proporcionar un rendimiento ligeramente inferior al del 7900 GT. La GeForce 7900 GS funciona con el chip de gráficos con nombre en código G71, por lo tanto, comparte las mismas ventajas que la G71 sobre su predecesor inmediato G70: salidas DVI de doble enlace, consumo de energía reducido, mayor rendimiento.

### GeForce 7900GT
Esta tarjeta de video fue lanzada el 9 de marzo de 2006. Al igual que la 7900 GTX, utiliza la GPU G71 que se produce a 90 nm. También ofrece todas las funciones de la serie 7800, así como una atractiva relación rendimiento-precio.

### GeForce 7900 GTX
La GeForce 7900 GTX es una G70 producida en 90 nm (llamada G71) y presenta las mismas funciones que la 7800 GTX, pero se basa en un proceso de fabricación más pequeño. Debido a la escasez de módulos de memoria para la GTX de 512 MB, se utilizó una memoria de 1600 MHz más fácilmente disponible.

### GeForce 7900 GTO
El 7900 GTO es un primo cercano del 7900 GTX. El GTO llegó por primera vez a un puñado de minoristas alrededor del 1 de octubre de 2006. En el momento del lanzamiento, las placas GTO se vendían por alrededor de 250 dólares, en comparación con las placas 7900 GTX que costaban más de 400 dólares en ese momento. El GTO era esencialmente idéntico al GTX, con la excepción de que carecía de compatibilidad con HDCP y VIVO, y tenía una memoria sin reloj que funcionaba a 1320 MHz, y usó tiempos de memoria más estrictos. Aparte de eso, las dos placas eran idénticas: la misma PCB, el mismo enfriador, la misma GPU. El GTO utilizó una memoria Samsung BJ11 GDDR3 extremadamente rápida de 1,1 ns que funcionaba a 1,8 V, a diferencia de los 2,1 V a los que está clasificado. Las velocidades de reloj en las dos tarjetas son idénticas, a 650 MHz. A velocidades de memoria estándar, la mayoría de las comparaciones encontraron que el GTO estaba rezagado con respecto al GTX por un margen de aproximadamente un 5-10%.
La mayoría de los propietarios encuentran que su GTO hará overclocking a velocidades de memoria de 1600 MHz, a pesar de la RAM con bajo voltaje. Muchos actualizan su GTO a un BIOS GTX para convertirlo oficialmente en una GTX. Se recomienda a los propietarios de GTO que tengan problemas para alcanzar las velocidades de GTX con la versión de BIOS 5.71.22.39.13 o posterior que simplemente actualicen a una versión anterior de BIOS como 5.71.22.39.08, esto parece resolver los problemas de overclocking para la mayoría de los usuarios.
La GTO era una tarjeta extremadamente popular entre los entusiastas, ya que ofrecía un rendimiento cercano a la GTX a un precio considerablemente más bajo. Era una tarjeta de producción limitada destinada a limpiar los inventarios del G70 antes del lanzamiento del G80, y solo pasó alrededor de un mes en los canales minoristas antes de venderse.

### GeForce 7900 GX2

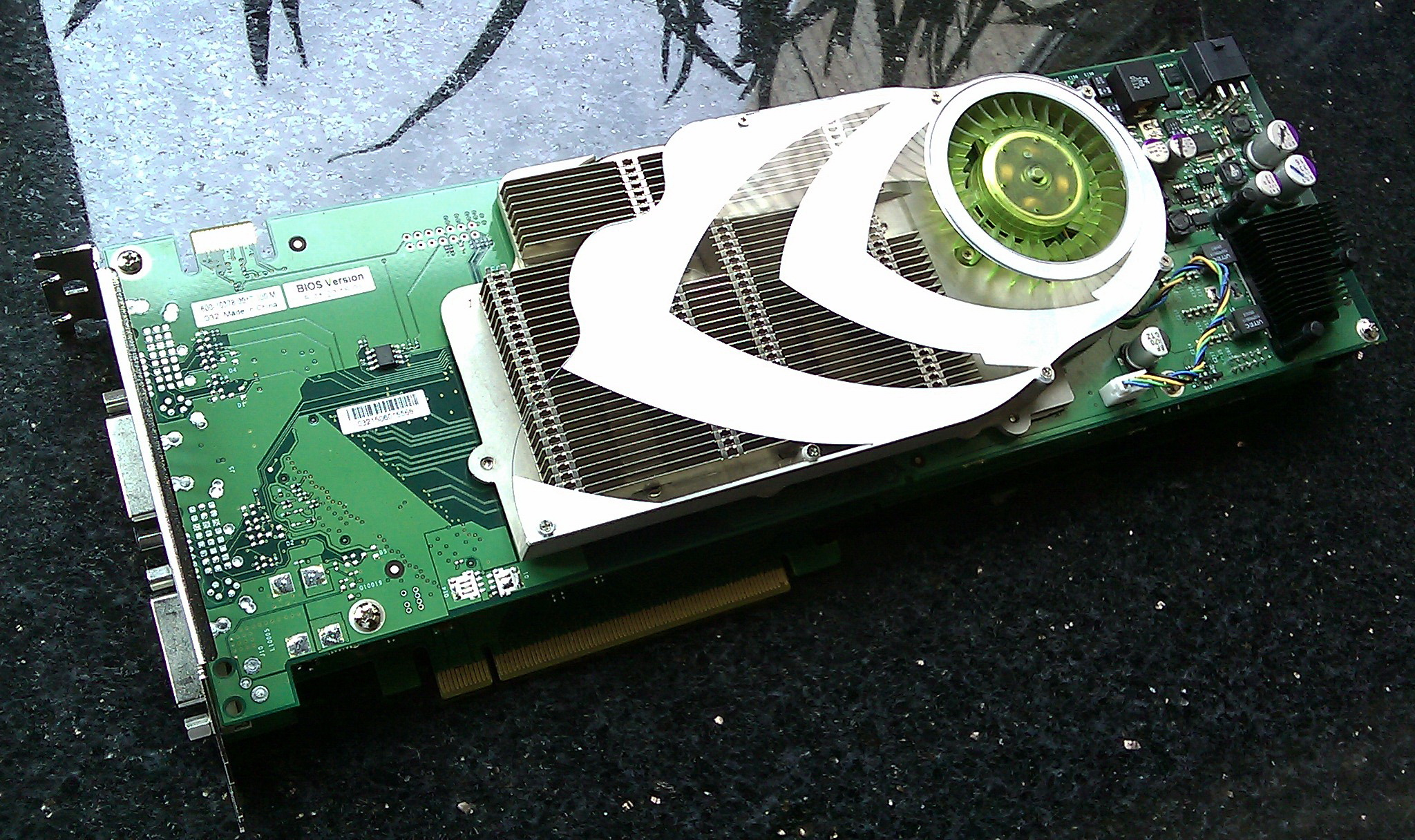
GeForce 7900 GX2 también conocida como GeForce 7900 GTX Duo

La GeForce 7900 GX2 son dos tarjetas de video apiladas para encajar como una solución de doble ranura. Esto no es como productos como la ASUS Dual GeForce 7800 GT o la propia 7950 GX2 de nVidia, donde hay dos GPU en la misma tarjeta. Esto habilita quad-SLI en dos ranuras PCI Express x16. Otras empresas OEM tienen acceso al GX2 y está disponible a través de numerosos proveedores.
La tarjeta cuenta con un GPU de 500 MHz y 1200 MHz de velocidad de RAM efectiva. Aunque la potencia de la GX2 es menor que la de la 7900 GTX, cada tarjeta es más potente que la de la 7900 GT.
Muchos problemas en esta implementación de una unidad de doble GPU convencieron a Nvidia de restringir su venta a empresas OEM. La tarjeta es extremadamente larga, y solo las cajas e-ATX más grandes pueden sostenerla. Dos de las tarjetas que operaban en quad- SLI también requerían un flujo de aire extremadamente bien diseñado para funcionar y requerían una fuente de alimentación de 1000 vatios.

## Serie GeForce 7950
La serie GeForce 7950 es la última incorporación a la serie GeForce 7. Oficialmente, esta serie estaba destinada a admitir solo la interfaz PCI Express, pero algunas empresas lanzaron versiones AGP.
Hay dos modelos disponibles: 7950 GT y 7950 GX2.
Características
Además de las funciones estándar de la serie GeForce 7, la serie 7950 admite las siguientes funciones avanzadas:
- High dynamic range rendering
- UltraShadow II
- CineFX 4.0 Engine
- Extreme HD

### GeForce 7950GT
El 14 de septiembre de 2006 Nvidia lanzó el 7950GT. Anunciado con un reloj central de 550 MHz, 700 MHz (1400 MHz efectivos), reloj de memoria, unidades de sombreado de 24 píxeles, las configuraciones estándar vienen equipadas con memoria GDDR3 de 512 MB y compatibilidad con HDCP. A un precio de lanzamiento de 300 dólares estadounidenses, la GeForce 7950 GT reemplaza a la antigua GeForce 7900 GT y mejora el rendimiento: la GeForce 7950 GT tiene una velocidad de llenado de 13 200 megatexels/s y un ancho de banda de memoria de 44,8 GB/s (frente a 10 800 megatexels/s). y 940 Megavértices/s para el 7900 GT).

### GeForce 7950 GX2

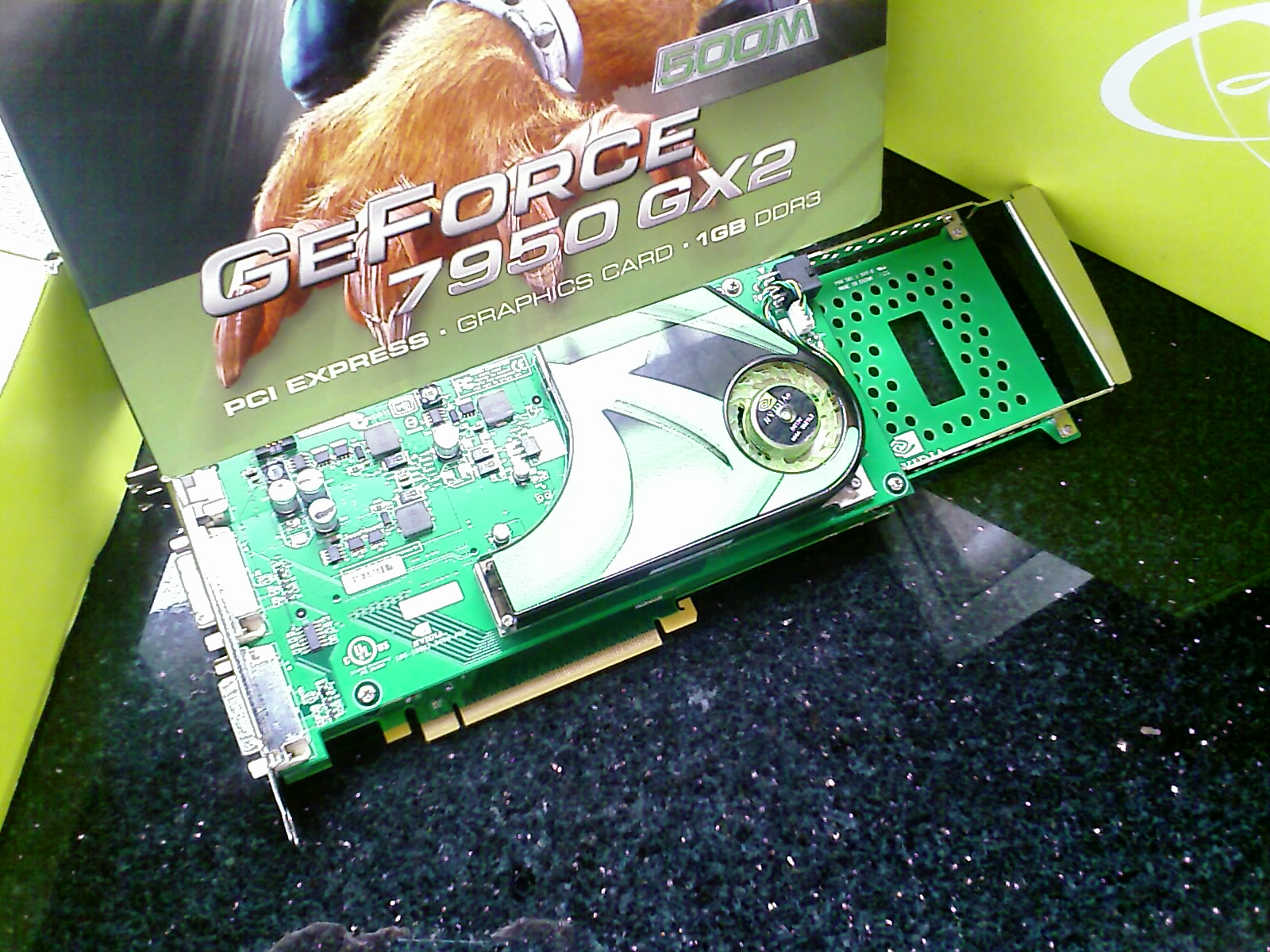
GeForce 7950 GX2

Esta es esencialmente una tarjeta de video de doble GPU que ocupa solo una ranura PCIe x16, lo que permite que 4 GPU funcionen con solo dos ranuras PCIe x16, en placas base SLI estándar. A diferencia del 7900 GX2 anterior, esta versión está disponible para los consumidores directamente.
La 7950 GX2 se lanzó al por menor el 5 de junio de 2006 y comparte especificaciones similares a las de la GeForce 7900 GX2, con reloj de GPU de 500 MHz y 1200 MHz de velocidad de RAM efectiva. 512 MB de memoria por GPU, para un total de 1 GB, sin embargo el rendimiento total está más en línea con 512 MB ya que cada GPU solo puede acceder a su propia memoria y no a la memoria de la otra. No ofrece ninguna ventaja sobre las tarjetas de una sola GPU con 512 MB, en cuanto a memoria.
Esta tarjeta está diseñada para el mercado del bricolaje; soluciona muchos problemas que había sufrido el 7900 GX2 anterior, como el ruido, el tamaño, el consumo de energía y el precio. El 7950 GX2 requiere solo un único conector de alimentación PCIe, en contraste con los conectores gemelos de su predecesor; técnicamente, esto es comprensible, ya que no hay necesidad de una configuración de bus de anillo: los marcos solo deben pasarse a la GPU principal. Es mucho más corta y cabe fácilmente en el mismo espacio que una 7900 GTX. El diseño de placa menor y la eliminación de las rejillas de ventilación en el soporte han reducido considerablemente las temperaturas, lo que permite que los ventiladores funcionen a una velocidad más baja, lo que reduce el ruido. A partir de septiembre de 2006, la placa se puede encontrar por $299, la mitad del costo de un 7900 GX2.
De acuerdo con algunos sitios de revisión (como Tom's Hardware, ver arriba), una sola 7950GX2 consume menos energía que una sola ATI Radeon X1900 XT; algunos consideran que esto es una hazaña increíble considerando que la GX2 emplea un par de GPU, cuando Radeon usa solo una. Otros sitios de revisión dicen que una GX2 es más silenciosa que la Radeon antes mencionada, a pesar de que la GX2 cuenta con un par de enfriadores de GPU idénticos; sin embargo, el "sonoridad" es muy subjetivo sin las herramientas y las condiciones de prueba adecuadas. Si es cierto, esto haría que un par de tarjetas GX2 fueran más frías, más silenciosas y con menos consumo de energía que un par de tarjetas X1900 XT en CrossFire. Sin embargo, no hay una ganancia de rendimiento apreciable al emparejar dos tarjetas 7950 GX2 en la mayoría de las aplicaciones, mientras que las configuraciones duales de X1900 XT ven grandes aumentos de rendimiento en el modo CrossFire.
El 9 de agosto de 2006, Nvidia lanzó los controladores ForceWare 91.45 iniciales para Windows 2000 y XP compatibles con Quad SLI. La compatibilidad con Quad SLI pronto se fusionó con el paquete de controladores WHQL normal, cuando se lanzaron los controladores ForceWare 91.47 el 16 de octubre de 2006.

## Serie GeForce Go 7
Nvidia no solo se ha enfocado en el mercado de las computadoras de escritorio, sino también en el mercado de las computadoras portátiles con la serie GeForce 7.
Características
Además de las funciones estándar de la serie GeForce 7, la serie GeForce Go 7 admite las siguientes funciones avanzadas:
- Extreme HD
- PowerMizer Mobile
- MXM Graphics Module
- High dynamic range rendering
- UltraShadow II
- CineFX 4.0 Engine
- Nvidia PureVideo HD

La línea de la serie de GPU GeForce Go 7

La línea de la serie de GPU GeForce Go 7 consta de los siguientes modelos:
- GeForce Go 7950
- GeForce Go 7900
- GeForce Go 7800
- GeForce Go 7700
- GeForce Go 7600
- GeForce Go 7400
- GeForce Go 7300
- GeForce Go 7200
- GeForce 7150M / nForce 630M
- GeForce 7000M / nForce 610M

## Soporte discontinuado
Nvidia ha dejado de admitir controladores para la serie GeForce 7. La serie GeForce 7 es la última en admitir el sistema operativo Windows 2000. La serie GeForce 8 sucesora solo es compatible con Windows XP y versiones posteriores (los controladores de Windows 8 también son compatibles con Windows 10).
- Windows XP de 32 bits y Media Center Edition: 307.83 lanzado el 25 de febrero de 2013; Descargar
- Windows XP de 64 bits: 307.83 lanzado el 25 de febrero de 2013; Descargar
- Windows Vista, 7 y 8 de 32 bits: 309.08 lanzado el 24 de febrero de 2015; Descargar
- Windows Vista, 7 y 8 de 64 bits: 309.08 lanzado el 24 de febrero de 2015; Descargar
- Windows 2000: 94.24 lanzado el 17 de mayo de 2006; Descargar